# Solanum minutifoliolum
Solanum minutifoliolum är en potatisväxtart som beskrevs av Donovan Stewart Correll. Solanum minutifoliolum ingår i släktet skattor som ingår i familjen potatisväxter. IUCN kategoriserar arten globalt som livskraftig. Inga underarter finns listade i Catalogue of Life.